# عبد الكريم الأشموري
عبد الكريم الأشموري (1 يناير 1968 - 2 أغسطس 2012) ممثل ومؤلف يمني مشهور، يُعد من أكثر نجوم الدراما اليمنية شهرة، قدم العديد من الأعمال الدرامية والمسرحية.

## عن حياته
الفنان عبد الكريم الأشموري من مواليد 1968م متزوج وأب لولدين وبنت، حاصل على بكالوريوس إدارة أعمال، التحق بالمسرح عام 1984م حيث عمل مدير إنتاج بالمؤسسة العامة للسينما والمسرح، وكان رئيس للجنة الرقابة والتفتيش بنقابة الفنانين اليمنيين وكذا رئيس منتدى الفنانين اليمنيين لمساندة قضايا الطفولة، له العديد من الأعمال الدرامية التلفزيونية والتي كان من أهمها مسلسل «ناشر وطشه» و«الثار» و«الوصية» و«كيني ميني» بأجزائه الثلاثة و«عيني عينك» بالإضافة إلى الفيلم الروائي«الرهان الخاسر» ومسلسل تلفزيوني«عبر العصور» والمسلسل التوعوي «حياتنا» ومسلسل «مننا فينا» ومشاركات فنية عربية في المسلسل اليمني السوري «سيف بن ذي يزن» والمسلسل اليمني السعودي «خطوات على الجبال» والعديد من الأعمال المسرحية.
كما كان الفنان عبد الكريم الأشموري كاتباً ومولفاً للعديد من الأعمال الدرامية التلفزيونية، شارك في مهرجان بغداد المسرحي عام 1988م ومهرجان
القاهرة المسرح التجريبي عام 1990م ومهرجان السينما بالهند عام 2005م وغيرها من المهرجانات كما تم تكريمه في العديد من الفعاليات.

## أعمال

### مسلسلات
- ناشر وطشة.
- الثأر دور (منصور).
- قبل الفوات.
- حسن وضعك.
- مسلسل الوصية دور (رشيد الوراث).
- حكاية صابر دور (جمال).
- عيني عينك.
- كيني ميني.
- حياتنا.
- مننا فينا.
- وريقة الحناء.
- عبر العصور.
- دقائق صحية.
- سيف بن ذي يزن.
- خميس وجمعة.

### أفلام
- الرهان الخاسر.

## وفاته
توفي فجر يوم الخميس الرابع عشر من رمضان 1433 للهجرة الموافق للثاني من أغسطس 2012 في صنعاء.
وكان قد دخل في حالة غيبوبة كاملة خمسة أيام منذ إدخاله مستشفى آزال على إثر نوبة مفاجئة تعرض لها أثناء تصويره حلقات من المسلسل الرمضاني «عيني عينك» الجزء الثالث. فوجئ الطاقم الطبي المعالج بتوقف القلب ثم توقف الدماغ قبل أن يكتشفوا أن إحدى الكلى توقفت عن العمل وتحتاج لغسيل عاجل يستحيل اجراؤه قبل أن يصحو من غيبوبته وعودة الدماغ والقلب للتعافي التدريجي.
1. ↑  Saba Net :: سبأ نت نسخة محفوظة 04 أغسطس 2012 على موقع واي باك مشين.